# 20840 Borishanin
20840 Borishanin este un asteroid din centura principală de asteroizi.

## Descriere
20840 Borishanin este un asteroid din centura principală de asteroizi. A fost descoperit pe 25 octombrie 2000 la Socorro, New Mexico, în cadrul proiectului LINEAR. Asteroidul prezintă o orbită caracterizată de o semiaxă mare de 2,58 ua, o excentricitate de 0,17 și o înclinație de 9,1° în raport cu ecliptica.